# Coleophora settarii
Coleophora settarii é uma espécie de mariposa do gênero Coleophora pertencente à família Coleophoridae.